# 한국축제콘텐츠협회
한국축제콘텐츠협회는 축제콘텐츠의 기획, 개발, 제작에 관련된 산,관,학의 분야별 전문가들이 모여 축제와 관광산업을 발전시키기 위해 2010년 7월 14일 설립된 비영리 사단법인이다. 사무실은 서울특별시 중랑구 동일로 157길 25 2층에 있다.

## 활동 이력
- 2013~2018 대한민국축제콘텐츠대상 개최
- 2015. 6 『2013-2015 대한민국축제콘텐츠대상 백서』발간
- 2016~2018 대한민극축제콘텐츠대상 축제 연감 발간